# Matteo Piantedosi
Matteo Piantedosi (Napoli, 20 aprile 1963) è un prefetto e politico italiano, dal 22 ottobre 2022 ministro dell'interno nel governo Meloni.

## Biografia
Nato il 20 aprile 1963 a Napoli, ma originario del comune di Pietrastornina, in provincia di Avellino, ha studiato giurisprudenza all'Università di Napoli. Dopo aver conseguito la laurea, ha iniziato la sua carriera nell'amministrazione civile del Ministero dell'interno nel 1989.
Nel 2010, quando il comune di Bologna venne commissariato dopo le dimissioni del sindaco Flavio Delbono per un caso di truffa e peculato, venne nominato dal commissario prefettizio Annamaria Cancellieri sub-commissario con deleghe alla sicurezza urbana, agli affari istituzionali, agli enti e società partecipate.
Il 3 agosto 2011 viene nominato prefetto di Lodi, incarico che mantiene per poco tempo fino al 9 gennaio 2012.
Nel 2012 diventa vice-capo di gabinetto del ministro dell'interno sotto Cancellieri, per poi diventare vice-direttore generale della pubblica sicurezza, con l'incarico – da aprile 2014 fino a maggio 2017 – di gestire i programmi operativi d'intervento strutturale di competenza del Viminale.
A maggio 2017 Marco Minniti, nel frattempo insediatosi come ministro dell'interno del governo Gentiloni, lo ha nominato prefetto di Bologna.

### Capo di Gabinetto al Ministero dell'Interno
Nel 2018, con l'insediamento del governo Conte I, il ministro dell'interno Matteo Salvini lo ha richiamato al Viminale come suo capo di gabinetto del Ministero dell'interno, In tale veste, Piantedosi ha collaborato strettamente con il ministro nelle iniziative in tema di sicurezza e immigrazione, e in particolare nella stesura dei cosiddetti "decreti sicurezza".
Ha svolto il ruolo di capo di gabinetto del Ministero dell'interno anche durante il governo Conte II, sotto Luciana Lamorgese, fino all'agosto 2020 quando è stato destinato alla guida della prefettura di Roma.

### Ministro dell’Interno

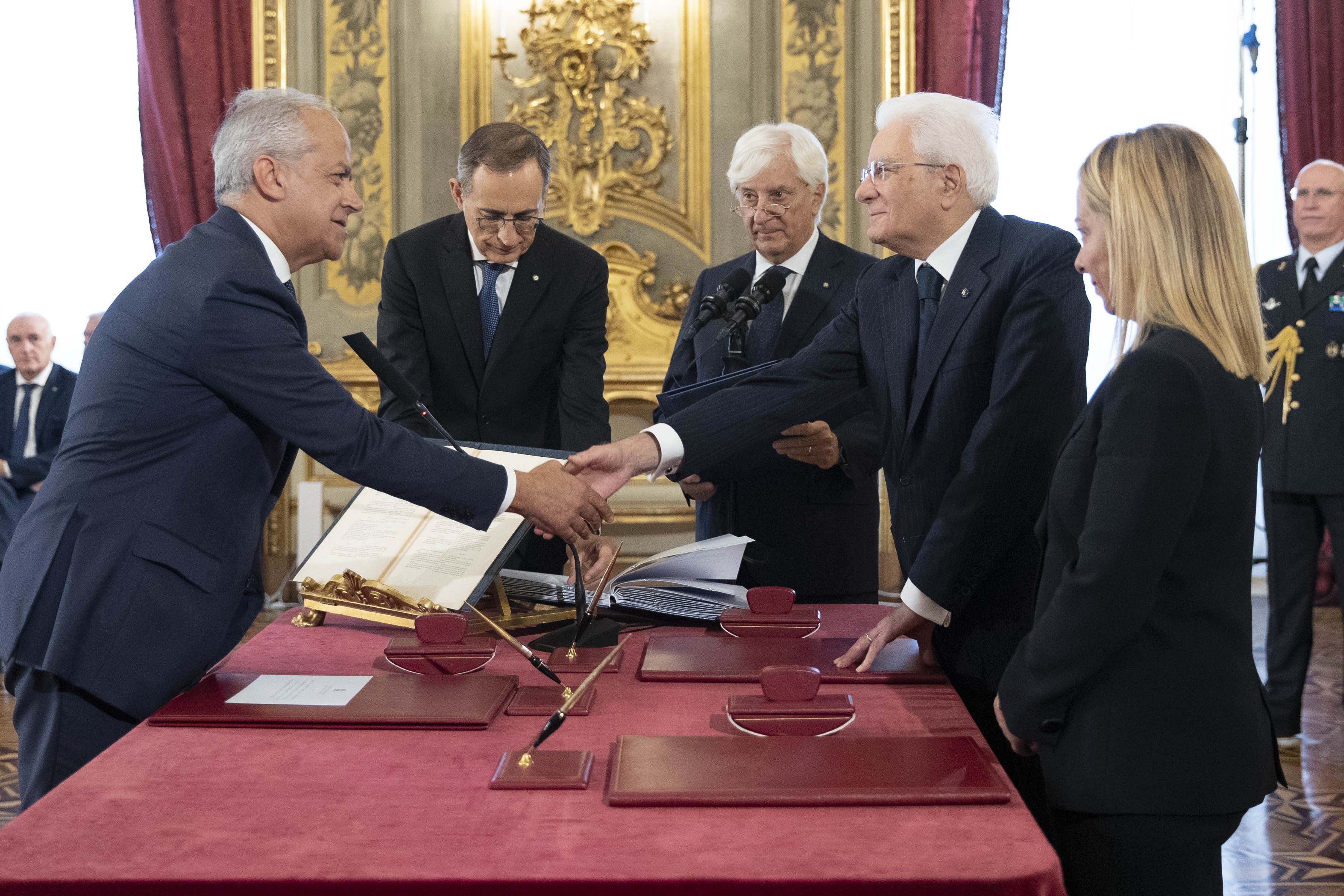
Piantedosi giura come Ministro dell'interno al Quirinale nelle mani del Presidente della Repubblica Sergio Mattarella il 22 ottobre 2022

Dopo la vittoria della coalizione di centro-destra e il successivo incarico di formare un governo affidato a Giorgia Meloni, il 21 ottobre 2022 Piantedosi è stato indicato quale ministro dell'interno, in qualità di tecnico politicamente vicino alla Lega per Salvini Premier. Il giorno successivo presta giuramento nelle mani del Presidente della Repubblica Sergio Mattarella come ministro dell'interno nel governo Meloni.
Nei primi mesi dall'insediamento ha promosso l'approvazione di un ulteriore decreto legge in materia di immigrazione, finalizzato a ostacolare le azioni di soccorso in mare da parte delle organizzazioni non governative. Il decreto è stato formalmente criticato dal Consiglio d'Europa e dall'Alto commissariato ONU per i rifugiati.
All'indomani del naufragio, il 27 febbraio 2023, di un'imbarcazione di profughi sulla costa ionica di Steccato di Cutro, che ha provocato 73 morti e un numero imprecisato di dispersi, alcune dichiarazioni di Piantedosi circa la responsabilità delle vittime hanno suscitato una vasta eco di indignazione, inducendo le opposizioni a chiedere le dimissioni del ministro.

## Vita privata
È sposato con Paola Berardino, prefetto di Grosseto, e ha due figlie.

## Procedimenti giudiziari
Il 27 gennaio 2025 l'avvocato ed ex parlamentare Luigi Li Gotti ha inviato al procuratore della Repubblica Francesco Lo Voi un esposto contro Meloni, il sottosegretario Mantovano e i ministri Nordio e Piantedosi, per la vicenda del rilascio di Usāma al-Maṣrī Nağīm, dirigente della RADA (ex milizia islamista passata alle dipendenze del Ministero dell'Interno libico). Al-Maṣrī, a seguito di un mandato di cattura internazionale dalla Corte penale internazionale dell'Aja per crimini di guerra e contro l'umanità, era stato arrestato dalla DIGOS il 19 gennaio e poi rilasciato dalla Corte d'Appello di Roma due giorni dopo, a causa della mancata richiesta del Ministero della Giustizia di dare esecuzione al mandato di arresto internazionale per un asserito vizio di forma nel mandato di arresto. Subito dopo al-Maṣrī fu espulso dall'Italia da Piantedosi per motivi di sicurezza nazionale. A seguito dell'esposto Piantedosi è stato iscritto nel registro degli indagati per concorso in favoreggiamento personale aggravato e peculato aggravato. Il 6 agosto 2025 il Tribunale dei Ministri ha chiesto l'autorizzazione a procedere alla Camera dei Deputati per tutti i reati contestati.